# بهزاد شوکتی
بهزاد شوکتی (۱۳۵۵–۱۷ دی ۱۴۰۲) محیط‌بان با سابقهٔ ۱۶ ساله شهرستان آستارا بود که به دلیل مشکلات معیشتی در منزل شخصی خود، بین ساعت ۹ ونیم تا ۱۰ صبح از طریق حلق آویز کردن، به زندگی خود پایان داد. این دومین خودکشی محیط‌بانان در شهرستان آستارا و استان گیلان در یک سال گذشته‌است. پیش از این نیز اسماعیل ضرابی محیط‌بان ۳۵ ساله شهرستان آستارا در پاسگاه «لوندویل» از طریق حلق آویز کردن، به زندگی خود پایان داد. بهزاد شوکتی ۴۷ سال داشت و به گفته فرمانده یگان حفاظت محیط‌زیست کشور، «یکی از محیط‌بانان درجه یک یگان حفاظت محیط‌زیست استان گیلان بود.» بهزاد شوکتی متأهل و صاحب چهار فرزند بود.
رئیس محیط زیست آستارا، ادعا کرد که محیط‌بان شوکتی در شیفت استراحت، خودش را کشته؛ درحالی‌که شوکتی بیش از ۱۰ روز در غیبت کاری بود، نه در مرخصی و نه شیفت استراحت. همچنین مدیران محیط زیست ادعا کردند که خودکشی وی ارتباطی با حقوق محیط‌بان ندارد، اما اظهارات و شکایات محیط‌بانان این‌گونه نشان می‌دهد که حقوق کم محیط‌بانان مشکلاتی را برای آنها ایجاد کرده‌است که آنها را مجبور به داشتن شغل دوم و حتی خودکشی کرده است.

## اظهارات متناقض
فرمانده یگان حفاظت محیط زیست در مصاحبه‌ای گفته بود که محیط‌بان شوکتی از ۲۰ روز قبلِ مرگش، در مرخصی بوده؛ اما تحقیقات نشان داد او از ۱۲ یا ۱۵ روز قبل از خودکشی، ترک کار کرده بود. وی کافی‌نبودن حقوق محیط‌بانان را شایعه‌سازی شبکه‌های خبری داخلی و خارجی معاند خواند و گفت که «علت خودکشی محیط‌بان به دلایل شخصی بوده و ارتباطی به بحث معیشتی و حقوق محیط‌بانی ندارد». همین حرف را فرمانده یگان محیط زیست هم تکرار و بیان کرد که «محیط‌بان شوکتی در کنار شغل محیط‌بانی، یک شغل آزاد را هم دنبال می‌کرده و به‌تازگی در آن شغل دچار بدبیاری شده بود و خودکشی او ربطی به مشکلات شغل محیط‌بانی نداشته‌است». این اظهارات در حالیست که در چند ماه گذشته تعدادی از محیط‌بانان برای دریافت حقوق و مزایای خود ازجمله مبلغ اضافه‌کاری، از سازمان محیط زیست شکایت کرده‌اند؛ اما همین افراد از سوی برخی تهدید به اخراج می‌شوند.